# Apistobranchus glacierae
Apistobranchus glacierae är en ringmaskart som beskrevs av Hartman 1978. Apistobranchus glacierae ingår i släktet Apistobranchus och familjen Apistobranchidae. Inga underarter finns listade i Catalogue of Life.